# Mimmo Mancini
Mimmo Mancini (Bitonto, 18 maggio 1960) è un attore italiano, saltuariamente attivo anche come regista.

## Biografia
Nasce e frequenta le scuole a Bitonto; quando è diciassettenne frequenta un corso teatrale a Bari quindi nel 1979 debutta come attore in qualche compagnia locale. Nel 1984 si esibisce, durante la sua prima esperienza in una compagnia conosciuta a livello nazionale, in Le allegre comari di Windsor con Carlo Hintermann e Bianca Toccafondi diretti dalla regia di Nucci Ladogana. A Roma, dopo aver lavorato in teatro, cabaret, televisione, radio, segue un corso di recitazione tenuto da Dominic De Fazio, che era un componente  dell'Actors Studio, studiando pure "analisi del cinema". In collaborazione con un collega scrive due opere teatrali: Non venite mangiati e Vi faremo sapere. Mancini recita in Non venite mangiati che debutta al Teatro Trastevere nel 1990: lo spettacolo conta oltre cento repliche in tutta Italia. Poi Mancini recita in Vi faremo sapere che debutta al Teatro dei Satiri nel 1992. L'attore bitontino ha interpretato molti ruoli di personaggi secondari in teatro, televisione, cinema. 
Nel 1990 ha ricevuto il "Premio della Critica" al Festival Nazionale della Comicità. Come regista ha diretto alcuni cortometraggi e il suo primo lungometraggio nel 2014 è Ameluk.

## Filmografia

### Cinema
- Gli invisibili, regia di Pasquale Squitieri (1988)
- Ragazzi fuori, regia di Marco Risi (1990)
- Arriva la bufera, regia di Daniele Lucchetti (1992)
- Colpo di luna, regia di Alberto Simone (1995)
- Marciando nel buio, regia di Massimo Spano (1996)
- Sul mare luccica, episodio di Intolerance, regia di Paolo De Vita (1996)
- Altri uomini, regia di Claudio Bonivento (1997)
- Ospiti, regia di Matteo Garrone (1998)
- A domani, regia di Gianni Zanasi (1999)
- LaCapaGira, regia di Alessandro Piva (1999)
- Un Aldo qualunque, regia di Dario Migliardi (2002)
- Zinanà, regia di Pippo Mezzapesa – cortometraggio (2003)
- Verso nord, regia di Stefano Reali (2004)
- Il caimano, regia di Nanni Moretti (2006)
- Il segreto di Rahil, regia di Cinzia Bomoll (2007)
- Faccio un salto all'Avana, regia di Dario Baldi (2011)
- Amiche da morire, regia di Giorgia Farina (2013)
- Amici come noi, regia di Enrico Lando (2014)
- Ameluk, regia di Mimmo Mancini (2015)
- Loro chi?, regia di Francesco Miccichè e Fabio Bonifacci (2015)
- L'Eroe, regia di Cristiano Anania (2019)
- Gli uomini d'oro, regia di Vincenzo Alfieri (2019)
- Anima bella, regia di Dario Albertini (2021)
- Ai confini del male, regia di Vincenzo Alfieri (2021)
- House of Gucci, regia di Ridley Scott (2021)
- L'amore ti salva sempre, regia di Antonio Andrisani e Vito Cea (2022)

### Televisione
- Sapore di gloria – serie TV, episodio 1x01 (1988)
- Una lepre con la faccia di bambina – miniserie TV (1988)
- Ma tu mi vuoi bene? – miniserie TV (1992)
- Pronto soccorso 2 – miniserie TV (1992)
- Due madri per Rocco – miniserie TV (1994)
- Vola Sciusciù, regia di Joseph Sargent – film TV (2000)
- L'attentatuni – miniserie TV (2001)
- Don Matteo – serie TV, episodio 2x03 (2001)
- La guerra è finita – miniserie TV (2002)
- La stagione dei delitti – serie TV, 4 episodi (2004)
- Il giudice Mastrangelo – serie TV, episodio 1x04 (2005)
- L'uomo sbagliato – miniserie TV (2005)
- Sottocasa – serial TV (2006)
- Il maresciallo Rocca e l'amico d'infanzia – miniserie TV (2008)
- L'uomo che cavalcava nel buio – miniserie TV (2009)
- Crimini – serie TV, episodio 2x01 (2009)
- Nebbie e delitti – serie TV, episodio 3x04 (2009)
- Lo scandalo della Banca Romana – miniserie TV (2010)
- Il sorteggio, regia di Giacomo Campiotti – film TV (2010)
- Il commissario Manara – serie TV, episodio 2x07 (2011)
- Il commissario Zagaria – miniserie TV (2011)
- Cesare Mori - Il prefetto di ferro – miniserie TV (2012)
- Imma Tataranni - Sostituto procuratore – serie TV, episodio 1x06 (2019)
- Fratelli Caputo – miniserie TV (2020-2021)
- Storia di una famiglia perbene, regia di Stefano Reali – serie TV (2021-2024)
- Fino all'ultimo battito, regia di Cinzia TH Torrini – serie TV, 7 episodi (2021)
- Rinascere, regia di Umberto Marino – film TV (2022)
- Tutto per mio figlio, regia di Umberto Marino – film TV (2022)
- Arnoldo Mondadori - I libri per cambiare il mondo, regia di Francesco Miccichè – film TV (2022)
- Avetrana - Qui non è Hollywood, regia di Pippo Mezzapesa – miniserie TV (2024)

### Regista
- Sul mare luccica (1996) – cortometraggio
- Arroganti (1998) – cortometraggio
- Direzione obbligatoria (2009) – cortometraggio
- Ameluk (2015)

## Doppiaggio
- David Wenham in 300
- Paul Calderón in 20/20 Target Criminale
- Mykelti Williamson in La musica nel cuore - August Rush